# Crypsithyris hypnota
Crypsithyris hypnota är en fjärilsart som beskrevs av Edward Meyrick 1907. Crypsithyris hypnota ingår i släktet Crypsithyris och familjen äkta malar. Inga underarter finns listade i Catalogue of Life.